# Moraea ventricosa
Moraea ventricosa är en irisväxtart som beskrevs av John Gilbert Baker. Moraea ventricosa ingår i släktet Moraea och familjen irisväxter.

## Underarter
Arten delas in i följande underarter:
- M. v. bequaertii
- M. v. boussardiana
- M. v. witteana
- M. v. ventricosa